# Euraphia hembeli
Euraphia hembeli is een zeepokkensoort uit de familie van de Chthamalidae. De wetenschappelijke naam van de soort werd voor het eerst geldig gepubliceerd in 1837 door Conrad.